# Азербайджано-мавританские отношения
Азербайджано-мавританские отношения — двусторонние дипломатические отношения между Азербайджаном и Мавританией. Государства являются членами Организации Объединённых Наций (ООН).

## Дипломатические отношения
Дипломатические отношения между Азербайджаном и Мавританией впервые были установлены 29 октября 1994 года.
Чрезвычайным и послом Азербайджана в Мавритании является Огтай Гурбанов. Представителем Мавритании в Азербайджане Мухаммед Ульд Талеб Амар.
В Милли Меджлисе (Парламенте) Азербайджана действует рабочая группа по межпарламентским связям Азербайджан — Мавритания. Руководителем группы является Шахин Сеидзаде.
13-15 октября 2009 года делегация во главе с министром культуры, молодежи и спорта Мавритании Сиссе Минт шейхом Ульдом Бойденом посетила Азербайджан с целью участия в VI Конференции министров культуры государств-членов ОИК в городе Баку.
В апреле 2010 года министр иностранных дел и международного сотрудничества Мавритании Наха Минт Мукнасс нанёс официальный визит в Азербайджан. Были обсуждены перспективы сотрудничества в таких сферах, как сельское хозяйство, образование, нефтяной сектор, экономика, военная область. В рамках визита был подписан ряд документов:
1. Протокол о сотрудничестве между Министерством иностранных дел Азербайджана и Министерством иностранных дел Мавритании
2. Меморандум о взаимопонимании в области культуры между Правительством Азербайджана и Правительством Мавритании[3].

В июле 2010 года Президент Мавритании Мухаммед Ульд нанёс официальный визит в Азербайджан. По итогам визита было подписаны 7 документов.
В марте 2018 года Президент Мавритании Амина Гураб-Факим нанесла официальный визит в Азербайджан.

## Экономическое сотрудничество
В 2009 году объём экспорта из Мавритании составил 127,9 тысяч долларов США.

## Международное сотрудничество
На международной арене сотрудничество между странами осуществляется в рамках различных международных организаций: ОИК, ИСЕСКО, ООН и т. д.
В 2006 и 2009 годах Мавритания поддерживала кандидатуру Азербайджана на выборах в Совет ООН по правам человека.
Мавритания также поддержала кандидатуру Азербайджана на непостоянное членство в СБ ООН на 2012—2013 годы.

## Гуманитарная помощь
Распоряжением Кабинета Министров Азербайджана № 284 от 26 сентября 2007 года Мавритании была оказана гуманитарная и финансовая помощь в размере 20.000 долларов США в целях устранения ущерба, нанесенного в результате сильных ливней в стране.